# Premio Gassman
Il premio Gassman è un premio teatrale italiano a giuria popolare in memoria di Vittorio Gassman.

## Descrizione
Il premio è a esclusiva giuria popolare e culmina con la consegna dei premi nel Teatro Fenaroli di Lanciano (CH) alla fine di ogni stagione teatrale (solitamente tra fine maggio e inizio giugno). Nasce nel 2004. Il pubblico italiano è chiamato a esprimere il proprio giudizio attraverso le schede di voto distribuite in 120 teatri italiani o votando attraverso un apposito forum presente sul sito organizzatore dell'evento.
Gli attori premiati al 2010 sono: Roberto Herlitzka, Giuseppe Pambieri, Toni Servillo, Alessandro Haber, Carlo Cecchi; Eros Pagni e Alessandro Preziosi; le attrici: Pamela Villoresi, Isa Danieli, Ilaria Occhini, Lunetta Savino, Mascia Musy e Paola Quattrini.
Premi alla carriera sono stati invece consegnati a Giorgio Albertazzi, Corrado Pani, Paolo Ferrari, Carlo Giuffré, Paolo Bonacelli e Anna Proclemer; mentre la categoria miglior giovane talento ha visto protagonisti tra gli altri: Ascanio Celestini, Fausto Russo Alesi e Davide Enia.
Il Premio, ideato da Milo Vallone è organizzato dall'associazione Teatranti e patrocinato dalla Fondazione Vittorio Gassman. Nel suo albo sono presenti 13 categorie che vanno dai già citati miglior attore/attrice, carriera e giovane talento, a miglior spettacolo, regia, costumista, scenografo, musical, spettacolo estivo.